# Bahi Ladgham
Bahi Ladgham (n. 1913 – d. 1998) a fost un politician tunisian, prim ministru al Tunisiei în perioada 7 noiembrie 1969 - 2 noiembrie 1970.
1. ↑  IdRef, accesat în 5 martie 2020